# Jeunesse Sportive Centre Salif Keita
O Jeunesse Sportive Centre Salif Keita é um clube de futebol com sede em Bamako, Mali. A equipe compete no Campeonato Malinês de Futebol.

## História
O clube foi fundado em 1995.